# スレン・カラヤン
スレン・カラヤン（Suren Kalachyan、1972年7月21日 - ）は、アルメニア出身の男性キックボクサー、プロボクサー。

## 来歴
2001年6月24日、K-1ウクライナ大会1回戦でセルゲイ・イバノビッチに判定負け。
2002年5月4日、K-1ウクライナ大会1回戦でセルゲイ・イバノビッチに判定負け。
2003年5月28日、K-1ロシア大会1回戦でセルゲイ・アルヒポフに判定負け。
2004年5月15日、K-1ポーランド大会1回戦でセルゲイ・アルヒポフに判定負け。

## 戦績

### プロキックボクシング
| 勝敗 | 対戦相手               | 試合結果       | 大会名                                | 開催年月日    |
| ×    | セルゲイ・アルヒポフ   | 3R終了 判定    | K-1 POLAND 2004 【1回戦】             | 2004年5月15日 |
| ×    | セルゲイ・アルヒポフ   | 3R終了 判定    | K-1 MOSCOW GRAND PRIX 2003 【1回戦】  | 2003年5月28日 |
| ×    | セルゲイ・イバノビッチ | 3R終了 判定0-3 | K-1 WGP 2002 ウクライナ大会 【1回戦】 | 2002年5月4日  |
| ×    | セルゲイ・イバノビッチ | 3R終了 判定0-3 | K-1 WGP 2001 ウクライナ大会 【1回戦】 | 2001年6月24日 |

### 総合格闘技
| 勝敗 | 対戦相手                     | 試合結果 | 大会名                                  | 開催年月日    |
| ×    | アレクサンダー・ウスティノフ | 2R KO    | BARS - Cup of Arbat Semifinals (+94 KG) | 2002年7月24日 |

### プロボクシング
| プロボクシング 戦績 | プロボクシング 戦績 | プロボクシング 戦績 | プロボクシング 戦績 | プロボクシング 戦績 | プロボクシング 戦績 | プロボクシング 戦績 |
| ------------------- | ------------------- | ------------------- | ------------------- | ------------------- | ------------------- | ------------------- |
| 22 試合             | (T)KO               | 判定                | その他              | 引き分け            | 無効試合            |                     |
| 9 勝                | 8                   | 1                   | 0                   | 0                   | 0                   |                     |
| 13 敗               | 5                   | 8                   | 0                   | 0                   | 0                   |                     |